# Philodendron solimoesense
Philodendron solimoesense,  es una especie de arbusto perenne del género Philodendron de la  familia de las aráceas. Es originaria de Sudamérica en Brasil.

## Taxonomía
Philodendron solimoesense fue descrito por Albert Charles Smith y publicado en Journal of the Arnold Arboretum 20: 289. 1939.
Etimología
Ver: Philodendron
solimoesense: epíteto geográfico que alude a su localización en el Río Solimoes.  